# Кампо (Калифорнија)
Кампо (енгл. Campo) насељено је место без административног статуса у америчкој савезној држави Калифорнија.

## Демографија
По попису из 2010. године број становника је 2.684.
| Група             | 2000.    | 2010.         |
| Белци             | 0 (0,0%) | 1.634 (60,9%) |
| Афроамериканци    | 0 (0,0%) | 114 (4,2%)    |
| Азијати           | 0 (0,0%) | 31 (1,2%)     |
| Хиспаноамериканци | 0 (0,0%) | 794 (29,6%)   |
| Укупно            | 0        | 2.684         |